# Langur de Hose
El langur de Hose (Presbytis hosei) és una espècie de primat de la família dels cercopitècids. Viu al nord de l'illa de Borneo, on el seu àmbit de distribució ocupa parts d'Indonèsia, Malàisia i Brunei. El seu hàbitat natural són els boscos de plana i de turons, a altituds d'entre 1.000 i 1.600 msnm. A vegades se n'han trobat exemplars a plantacions. Està amenaçat per la caça per part dels humans.
Aquest tàxon fou anomenat en honor del zoòleg, etnòleg i funcionari britànic Charles Hose.